# Bản đồ địa chất
Bản đồ địa chất là một bản đồ chuyên ngành phục vụ cho mục đích đặc biệt thể hiện các yếu tố địa chất.
Trên bản đồ địa chất các tập đất đá hoặc tầng địa chất được thể hiện bằng màu sắc cùng với các ký hiệu, để chỉ ra nơi chúng lộ ra ở bề mặt và các thông tin đặc trưng về chúng. Các tầng nền và các yếu tố cấu trúc như các đứt gãy, nếp uốn, phân lớp, và các đường phương được thể hiện bằng các biểu tượng thích hợp, và các biểu tượng dịch chuyển cho các định hướng ba chiều này.
Các ký hiệu đường phương và hướng dốc bao gồm một đường thẳng dài và một đường ngắn thẳng góc nhau giống chữ T nhưng có chân ngắn hơn dùng để chỉ hướng nghiêng của lớp đá. Đường kéo dài chỉ đường phương, là đường giao tuyến của mặt phẳng nằm ngang và mặt lớp, giá trị số ghi kèm theo để chỉ góc cắm của lớp so với mặt phẳng nằm ngang, và đường ngắn dùng để chỉ hướng cắm của lớp đá.
Đôi khi các đường đồng mức địa tầng được vẽ ứng với bề mặt của một địa tầng dưới sâu được chọn, vì vậy chúng có thể thể hiện xu hướng địa hình của địa tầng dưới mặt đất. Không phải lúc nào cũng thể hiện được các yếu tố này một cách chính xác, nhất là khi đặc điểm địa chất khu vực cực kỳ phức tạp.
Lập bản đồ địa chất và các vấn đề địa tầng là lĩnh vực đồi hỏi hợp tác quốc tế rộng rãi, được Liên đoàn Quốc tế các ngành Khoa học Địa chất (IUGS, International Union of Geological Sciences) quan tâm, đặc biệt là của Ủy ban quốc tế về địa tầng học (ICS, International Commission on Stratigraphy) trong việc xây dựng 

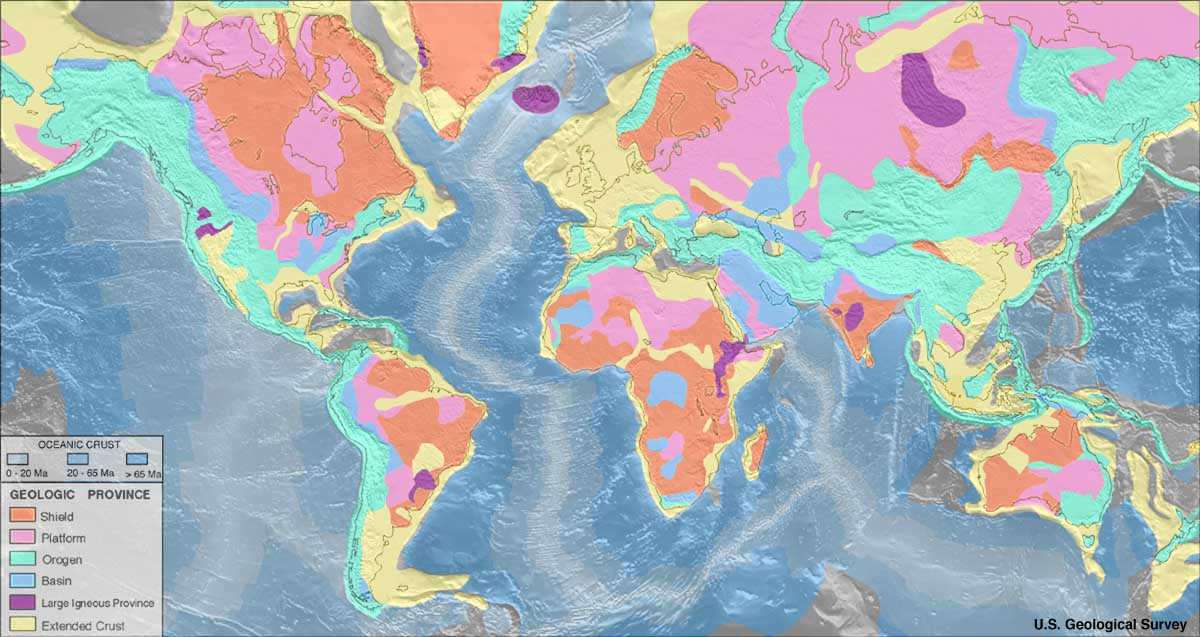
Bản đồ các tỉnh địa chất toàn cầu

## Lịch sử
Bản đồ địa chất cổ nhất được bảo tồn đó là Turin papyrus, được lập vào khoảng nằm 1150 TCN để vẽ các tích tụ vàng ở Ai Cập.
Câu chuyện được nhiều người quan tâm về bản đồ địa chất hiện đại đầu tiên được nói đến trong tác phẩm bản đồ làm thay đổi thế giới (The Map that Changed the World) của Simon Winchester. Đó là câu chuyện về William Smith, một người đào kênh đã tạo ra bản đồ địa chất đầu tiên của Đảo Anh vào năm 1819, nhưng sau đó bị bỏ tù vì mắc nợ và sống cảnh không nhà gần 10 năm cho đến khi Vua William IV công nhận công trình của ông vào năm 1831.

## Nội dung bản đồ địa chất
Bản đồ địa chất được lập theo các "tỷ lệ bản đồ" nhất định, thể hiện mức độ chi tiết cần thiết cho biểu hiện các đối tượng địa chất. Bản đồ địa chất được xuất bản thành từng tờ theo tờ của bản đồ địa hình cùng tỷ lệ, và được đánh số hoặc gọi tên theo chỉ số của bản đồ địa hình. Ở các cấp tỷ lệ nhất định thì thiết kế viền khung các tờ được tính toán sao cho có thể dán ghép các tờ lại thành tờ bản đồ toàn quốc. Tại Việt Nam việc dán ghép này thực hiện được cho tỷ lệ 1:250.000 đến 1:1.000.000.
Bản đồ địa chất gồm phần đồ họa chính, khung tọa độ và các chỉ dẫn. Khung tọa độ và nền địa hình địa vật được lược bớt, làm nền cho phần đồ họa địa chất.
Phần đồ họa chính của bản đồ là nội dung chính, thể hiện phân bố các yếu tố địa chất, kiến tạo và khoáng sản. Các tập đất đá hoặc tầng địa chất được thể hiện bằng màu sắc cùng với các ký hiệu về địa tầng, để chỉ ra nơi chúng lộ ra ở bề mặt và các thông tin đặc trưng về chúng. Các tầng nền và các yếu tố cấu trúc như các đứt gãy, nếp uốn, phân lớp,... được thể hiện bằng các biểu tượng thích hợp. Các trầm tích phân lớp thì có nêu đường phương và hướng dốc tại các vị trí điển hình.
Các chỉ dẫn có ba phần, gồm chỉ dẫn địa tầng, chỉ dẫn địa hình, và mặt cắt địa chất điển hình. Chỉ dẫn địa tầng bao gồm tất cả các địa tầng có mặt trong các tờ bản đồ và được xếp theo trình tự địa thời, thường đặt bên phải, và có thể được xuất bản thành tờ riêng. Chỉ dẫn địa hình, và mặt cắt địa chất điển hình theo những tuyến đặc trưng, đặt ở bên dưới và là đặc trưng riêng của tờ.
Tại Việt Nam biên tập bản đồ địa chất thực hiện theo các quy chuẩn, nhằm đảm bảo độ chính xác, tin cậy và phù hợp với quy ước quốc tế. Hiện nay "Quy chuẩn kỹ thuật Quốc gia về lập bản đồ địa chất khoáng sản tỷ lệ 1: 50.000 phần đất liền" được ban hành trong Thông tư Số 23/2012/TT-BTNMT ngày 28 tháng 12 năm 2012 của Bộ Tài nguyên và Môi trường. Các quy chuẩn hoặc quy trình như vậy quy định những công đoạn thực hiện khi thành lập bản đồ, đặc biệt là các dạng và khối lượng công việc thu thập tài liệu thực địa cần thực hiện để đảm bảo mức độ chi tiết ở tỷ lệ bản đồ cần thành lập.

## Bản đồ và thành lập các bản đồ trên thế giới

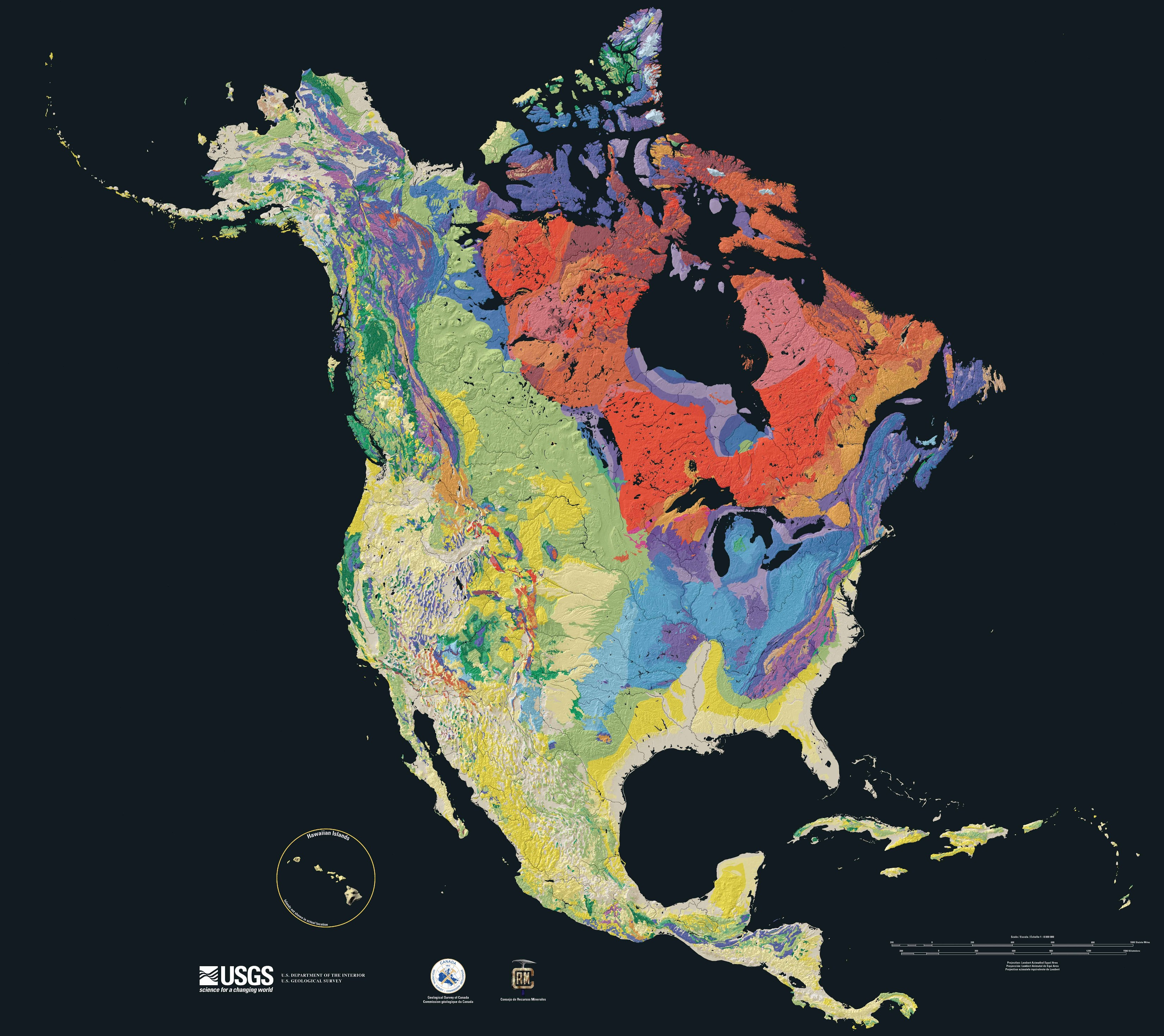
Bản đồ địa chất Bắc Mỹ chồng lên trên bản đồ địa hình bóng mờ

### Hoa Kỳ
Ở Hoa Kỳ, các bản đồ địa chất thường được vẽ chồng lên trên bản đồ địa hình (và các bản đồ nền khác) cùng với việc tô màu và các ký hiệu khác để thể hiện các kiểu đơn vị địa chất khác nhau. Màu thể hiện cho các đá gốc lộ ra trên bề mặt, thậm chí bị phủ bởi các đất hoặc các dạng lớp phủ khác. Mỗi một màu thể hiện cho một đơn vị địa chất hoặc một thành hệ đá riêng biệt (khi có nhiều thông tin được thu thập thì sẽ chia tách thành một đơn vị địa chất mới). Tuy nhiên, ở một vài nơi khi mà đá gốc bị phủ bởi các tích tụ chưa cố kết có ý nghĩa quan trọng như các tầng sét tảng lăn, tích tụ thềm, hoàng thổ, hoặc chúng mang các đặc điểm quan trọng khác thì chúng cũng được thể hiện. Các đường đẳng trị địa tầng, các đường đứt gãy, các ký hiệu đường phương và hướng dốc được thể hiện bằng các ký hiệu khác nhau và được xem là chìa khóa để đọc hiểu bản đồ. Trong khi đó, các bản đồ địa hình được sản xuất bởi Cục Khảo sát Địa chất Hoa Kỳ có sự hợp tác với các tiểu bang thì các bản đồ địa chất thường được thành lập bởi từng tiểu bang. Như vậy, sẽ có một vài tiểu bang không có các bản đồ địa chất trong khi đó một vài tiểu bang khác như Kentucky thì có rất nhiều bản đồ địa chất được thành lập.

### Vương quốc Anh
Vương quốc Anh và đảo Man đã được thành lập một khối lượng lớn các bản đồ địa chất bởi Cục khảo sát địa chất Anh (BGS) từ năm 1835; Cục Khảo sát Địa chất Bắc Ireland đã hoạt động từ năm 1947.
Có hai bản đồ địa chất tỷ lệ 1:625.000 đã được thành lập phủ kín toàn UK. Các tờ bản đồ chi tiết hơn cũng đã được thành lập ở tỷ lệ 1:250.000, 1:50.000 và 1:10.000. Bản đồ địa chất tỷ lệ 1:625.000 và 1:250.000 đã phủ kín các vùng đất liền và vùng biển (loạt bản đồ tỷ lệ 1:250.000 phủ kín toàn thềm lục địa của UK, còn các tỷ lệ lớn hơn thì chỉ phủ trên phần đất liền.
Các tờ theo tất cả các tỷ lệ (không phải cho tất cả các khu vực) được chia thành 2 nhóm: 
1. Các bản đồ tích tụ bề mặt (trước đây được gọi là bản đồ đá cứng và bồi tích) thể hiện cả đá gốc và các tích tụ phủ lên bề mặt của nó.
2. Các bản đồ đá gốc (trước đây được gọi là bản đồ đá cứng) thể hiện các lớp đá nằm bên dưới lớp trầm tích bề mặt.

Các bản đồ này đều được chồng lên trên nền bản đồ địa hình được sản xuất bởi Cục hậu cần (Ordnance Survey?), và sử dụng các ký hiệu để biểu diễn các đường đứt gãy, đường phương và hướng cắm hoặc các đơn vị địa chất, các lỗ khoan... Màu sắc được sử dụng để thể hiện các đơn vị địa chất khác nhau. Các bản thuyết minh cũng được viết cùng với các tờ bản đồ ở tỷ lệ 1:50.000.
Các bản đồ chuyên đề tỷ lệ nhỏ (1:1.000.000 đến 1:100.000) cũng được thành lập như bản đồ địa hóa, dị thường trọng lực, dị thường từ, nước dưới đất.

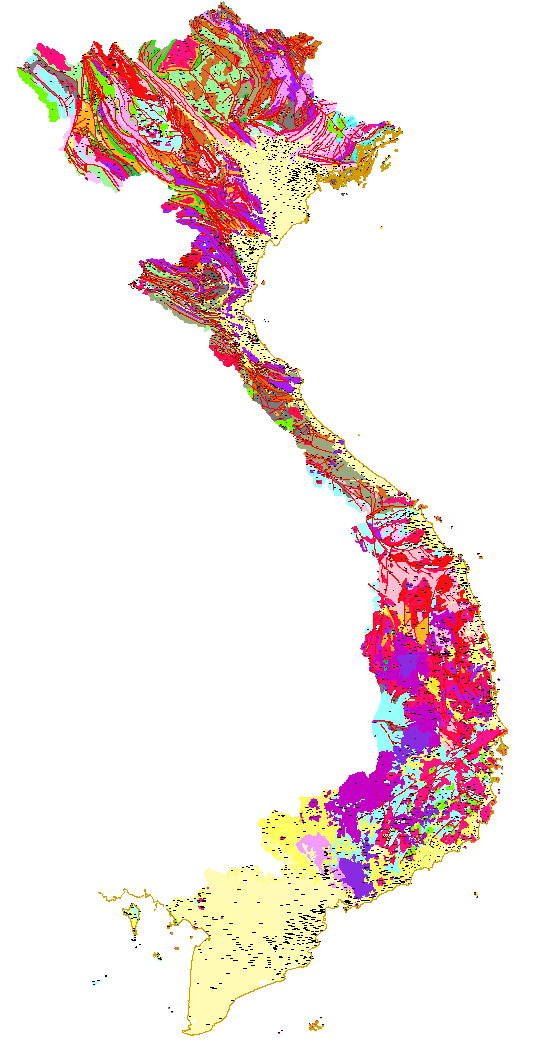
Khái lược Bản đồ địa chất Việt Nam 1:1.000.000 phần đất liền.

## Bản đồ địa chất Việt Nam
Tại Việt Nam, và Đông Dương nói chung, từ khi xâm chiếm Đông Dương thực dân Pháp đã chú ý đến điều tra và khai thác tài nguyên khoáng sản. Sở Địa chất Đông Dương được thành lập năm 1898, đặt trụ sở tại Hà Nội. Trong thời gian dài bản đồ địa chất được thành lập ở dạng sơ đồ các vùng khảo sát, phục vụ trước hết cho khai thác khoáng sản. Đến năm 1952 "Bản đồ Địa chất Đông Dương" tỷ lệ 1:2.000.000 đã được thành lập do Jacques Fromaget và Saurin E. chủ biên .
Sau khi chiến tranh Đông Dương chấm dứt, tại miền bắc Việt Nam đoàn chuyên gia Liên Xô do Dovjikov A. E. lãnh đạo đã tiến hành các nghiên cứu thực địa, và năm 1963 đã xuất bản Bản đồ địa chất Bắc Việt Nam tỷ lệ 1:500.000..
Đến nay bản đồ địa chất Việt Nam đã được thành lập trên toàn quốc phần đất liền ở tỷ lệ 1:1.000.000, 1:500.000 và 1:250.000 theo Hệ tọa độ quốc gia VN-2000 và được lưu giữ ở Bảo tàng Địa chất. Các bản đồ này được thực hiện bởi các liên đoàn Bản đồ Địa chất trực thuộc Tổng cục Địa chất và Khoáng sản Việt Nam. Các bản đồ chi tiết hơn ở tỷ lệ 1:50.000 đang trong giai đoạn phủ kín các vùng/miền quan trọng chiếm 30% diện tích lãnh thổ . Các bản đồ này được vẽ trên nền bản đồ địa hình được xuất bản bởi Cục Đo đạc và Bản đồ Việt Nam  và Liên đoàn Trắc địa Địa hình.
Năm 2012 bản "Quy chuẩn kỹ thuật Quốc gia về lập bản đồ địa chất khoáng sản tỷ lệ 1: 50.000 phần đất liền" đã được Bộ Tài nguyên và Môi trường ban hành.

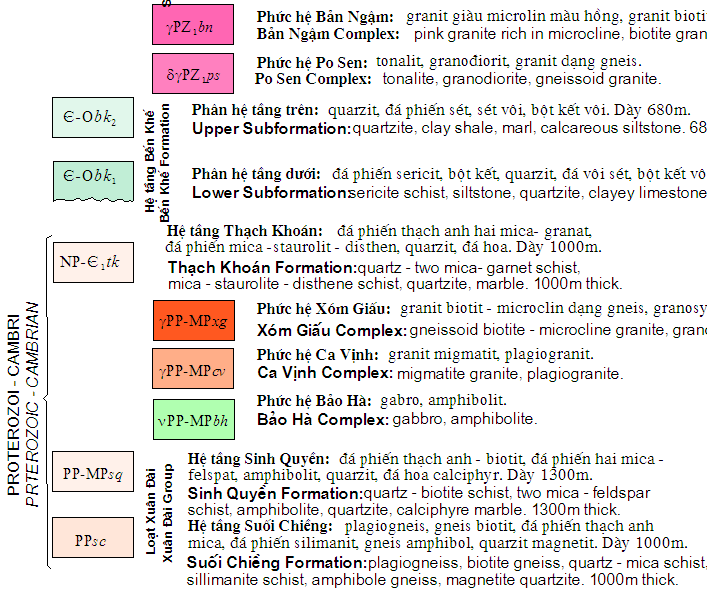
Chỉ dẫn tiếng Việt/Anh ở bản đồ địa chất, tờ Hà Nội, 2005

### Thuật ngữ địa chất học ở Việt Nam
Thuật ngữ địa chất học ở Việt Nam thường được nhập từ các nguồn nước ngoài. Kiểu nhập qua từ Hán Việt thường được thực hiện bởi các nhà địa chất làm việc trước năm 1954, hay ở miền nam trước năm 1975, cùng với một số được đào tạo từ Trung Quốc và những người chịu ảnh hưởng của họ đang làm việc ở các ngành khác nhau.
Tuy nhiên trong ngành địa chất của nước Việt Nam Dân chủ Cộng hòa trước đây, cũng như trong chính thể Cộng hòa Xã hội Chủ nghĩa Việt Nam hiện nay, sử dụng cách thức nhập thuật ngữ theo dạng phiên âm từ tiếng theo hệ chữ Latin, cụ thể là tiếng Pháp và Anh. Có hai yếu tố hồi những năm 1950-1960 ảnh hưởng đến chọn lựa này, là:
1. Cuộc vận động làm trong sáng tiếng Việt, hướng đến phiên âm trực tiếp các từ nước ngoài mà tên Hán-Việt còn "ít phổ biến", như Bungary thay cho Bảo-gia-lợi, Hunggary cho Hung-gia-lợi, Argentina cho Á-căn-đình,... (trừ ra một số cặp từ đang bị tranh chấp cách sử dụng như Italia / Ý và Ôxtrâylia / Úc).
2. Ngành địa chất còn non trẻ, được các chuyên gia Liên Xô giúp đỡ, nên việc nhập thuật ngữ từ phiên âm latin dễ dàng.

Vì thế Bản đồ Địa chất Bắc Việt Nam 1:500.000 được lập ra năm 1963  đã được biên soạn theo phong cách biên tập thuật ngữ như đã nêu. Một số nhóm thuật ngữ cụ thể là:
- Tên các địa tầng, địa thời sử dụng các tên gốc latin, trừ ra kỷ Đệ Tam và kỷ Đệ Tứ. Ví dụ dùng Archaeozoi, Proterozoi, Creta,... mà không dùng "Thái cổ", "Nguyên Sinh", "Phấn trắng",...
- Tên các đá thì Việt hóa nếu có thể, ví dụ dùng cát kết, đá phiến sét,... hoặc dùng phiên âm tên gốc chữ Latin như felspat, mà không dùng "sa thạch", "diệp thạch", "tràng thạch".

Phong cách biên tập và sử dụng thuật ngữ nói trên trở thành phong cách chung của ngành địa chất Việt Nam, và được tuân theo đến hiện nay. Vì thế khi trao đổi với những người đang làm việc trong ngành địa chất Việt Nam mà dùng thuật ngữ theo từ Hán Việt thì có thể làm họ lúng túng vì không biết nghĩa từ.
Trong "Quy chuẩn kỹ thuật Quốc gia về lập bản đồ địa chất khoáng sản... 2012" có quy định ở mục "Viết tên và ký hiệu khoáng vật".